# Oklan
Oklan (en russe : Ми́льково) est un village du kraï du Kamchatka en Extrême-Orient russe, du raïon de la Penjina en Koriakie. Situé dans le territoire inter-colonie, la population s'élevait à 40 habitants en 2020.

## Géographie
Situé à 35 km au nord-est du village de Kamenskoïe sur l'un des bras de la rivière Oklan . Les services de transport pour Oklan sont assurés par le transport personnel des habitants : en été le long de la rivière, en hiver par des véhicules tout-terrain.

## Histoire
Fondée en 1953 en tant que ferme d'État, Oklan était un élevage de rennes dans lequel 21 familles Even et 8 familles Koriaks se sont installées .

## Démographie
La population du village d'Oklan est d'environ 60 personnes, dont environ 30 à 40 personnes qui vivent en permanence dans le village. 61,2% de la population sont des Évènes et 25,4% sont des Koriaks. 14,4% sont des russes,.
Au cours de la période post-soviétique, la population du village a diminué de 3 fois sa taille originelle. La baisse est due à l'exode des habitants vers le centre régional en raison de la liquidation du département d'élevage de rennes et du déclin naturel.
Recensements (*) et estimations de la population,,:
| 1926* | 2002 * | 2010 * | 2020 | - | - |
| ----- | ------ | ------ | ---- | - | - |
| 137   | 103    | 46     | 40   | - | - |

## Culture locale et patrimoine
La sphère d'éducation dans le village d’Oklan est représenté par un établissement préscolaire (le jardin d'enfants « Topoliok ») et un établissement d'enseignement primaire, l'école primaire d’Oklan. En raison de l'état de délabrement du bâtiment, le jardin d'enfants est fermé. En 2009, il n’y avait plus aucun enfant en âge d’être scolarisé dans la zone rurale et l’école primaire a été temporairement fermée.
Afin de préserver et de faire revivre la culture régionale traditionnelle, en 2006, à la suite de la réorganisation de deux structures. le centre ethnique régional « Dorova » a été créé. Le centre est situé dans l'ancien bâtiment du village SDK. Les maîtres artisans travaillent dans plusieurs domaines : l'habillage des peaux brutes, la confection des vêtements régionaux, la confection des transports régionaux mobiles (traîneaux, traîneaux, kayaks) et des produits souvenirs. Outre les activités principales, les fêtes rituelles traditionnelles et les principales fêtes calendaires ont lieu au centre du village.

## Infrastructure
Le parc immobilier du village se compose de 20 immeubles résidentiels de 2 à 4 appartements d'une superficie totale de 1060 m². Des bâtiments résidentiels ont été construits entre 1980 et 1992 et ils sont extrêmement usés 
Le développement résidentiel est constitué de fragments de maisons individuelles spontanément regroupées avec des parcelles privées.